# Karl Lenhard Rudolph
Karl Lenhard Rudolph (* 18. Januar 1969 in Bremen) ist ein deutscher Alternsforscher, Professor für Molekulare Medizin an der Medizinischen Fakultät der Friedrich-Schiller-Universität Jena und ehemaliger wissenschaftlicher Direktor des Leibniz-Instituts für Alternsforschung (FLI) in Jena.

## Leben
Nach der Schulzeit in Göttingen studierte Rudolph Medizin an der Georg-August-Universität Göttingen. Das Medizinstudium schloss er 1997 mit der Approbation ab. Es folgten eine klinische Ausbildung in der Inneren Medizin und ein zweieinhalbjähriger Forschungsaufenthalt am Albert-Einstein-College in New York City und am Dana-Farber-Cancer Institute in Boston. 2001 kam Rudolph zurück nach Deutschland und wurde – gefördert durch das Emmy-Noether-Programm und eine Heisenberg-Professur der DFG – Forschungsgruppenleiter an der Medizinischen Hochschule Hannover. In dieser Zeit habilitierte Rudolph sich in experimenteller Gastroenterologie. 2007 folgte Rudolph einem Ruf an die Universität Ulm. Dort war er Direktor des Instituts für Molekulare Medizin und Leiter der Max-Planck-Forschungsgruppe für Stammzellalterung. Von 2012 bis 2017 war er der wissenschaftliche Direktor des Leibniz-Instituts für Alternsforschung – Fritz-Lipmann-Institut e. V. (FLI) und Professor für Molekulare Medizin der Friedrich-Schiller-Universität nach Jena, wo er heute forscht und lehrt.
Von 2009 bis 2014 war Rudolph Präsident der Deutschen Gesellschaft für Alternsforschung (DGfA). Von 2013 bis 2017 war er Ko-Sprecher des Leibniz-Forschungsverbundes (LFV) Healthy Ageing.
Im Juni 2017 rügte ihn das Präsidium der Leibniz-Gemeinschaft wegen wissenschaftlichen Fehlverhaltens. Das Kuratorium des Instituts für Alternsforschung beschloss, Rudolph in seiner Funktion als wissenschaftlichen Direktor abzulösen, gleichzeitig wurde er aber als Leiter der Arbeitsgruppe Stammzellaltern zur Fortführung seiner wissenschaftlichen Arbeiten am FLI bestätigt.

## Forschungsgebiet
K. Lenhard Rudolph beschäftigt sich in seiner Forschung mit den molekularen Mechanismen, die dem Alternsprozess zugrunde liegen, besonders mit dem Stammzellaltern. Adulte Stammzellen sind in fast allen Geweben des Menschen vorhanden und tragen grundlegend zum Erhalt und zur Regeneration von Organen und Geweben bei. Im Verlauf des Alternsprozesses lässt die Funktion dieser Zellen nach, was zum Funktionsverlust einer Reihe von Organen und Geweben führen kann. Rudolph klärt in seinen Arbeiten grundlegende Mechanismen auf, die zum Funktionsverlust von Stammzellen beim Altern führen. In seinen wichtigsten Arbeiten konnte Rudolph zeigen:
1. Telomerdysfunktion limitiert den Organerhalt, zelluläre Stressantworten und die Lebensspanne bei Mäusen.
2. Zellintrinsische DNA-Schädigungskontrollpunkte und zellextrinsischen Veränderungen hemmen die Stammzellfunktion in Antwort auf Telomerdysfunktion und DNA-Schaden.
3. Epigenetische Veränderung der Genexpression vermindern Stammzellfunktionen im alternden Blutsystem und im Skelettmuskel.

## Wichtige Funktionen
- 2009–2014: Präsident der Deutschen Gesellschaft für Alternsforschung (DGfA)
- 2015 & 2017: Co-Chair & Chair der Gordon Research Conference "Stem Cell & Cancer"
- 2009, '11, '13, '15: Chair des Else-Körner-Fresenius Symposiums "Stem Cell Aging"
- 2012–2017: Ko-Sprecher des Leibniz-Forschungsverbundes Healthy Ageing
- 2015–2017: Sprecher des Leibniz ScienceCampus Regenerative Aging
- 2017: Präsident des German Stem Cell Network (GSCN)
- 2018 und 2020: Ko-Organistor des Jena Aging Meeting (JAM)

## Auszeichnungen / Elite-Förderung
- 2001–2006: Emmy Noether-Programm der DFG
- 2006: Heisenberg-Professur der DFG
- 2006: Monika-Kutzner-Wissenschaftspreis für Krebsforschung verliehen durch die Berlin-Brandenburgische Akademie der Wissenschaften
- 2008: René-Schubert-Preis der Deutschen Gesellschaft für Alternsforschung
- 2009: Gottfried-Wilhelm-Leibniz-Preis der DFG
- 2011: Wilhelm-Vaillant-Preis in Molekularer Medizin
- 2012: Wissenschaftspreis: Gesellschaft braucht Wissenschaft
- 2013: ERC Advanced Grant der Europäischen Union
- 2015: Deutscher Krebspreis der Deutschen Krebsgesellschaft
- 2015: Seneca-Medaille für Alternsforschung des Industrie-Clubs Düsseldorf

## Ausgewählte Publikationen
- Z. Chen, E.M. Amro, F. Becker, M. Hölzer, S.M.M. Rasa, S.N. Njeru, B. Han, S. Di Sanzo, Y. Chen, D. Tang, S. Tao, R. Haenold, M. Groth, V.S. Romanov, J.M. Kirkpatrick, J.M. Kraus, H.A. Kestler, M. Marz, A. Ori, F. Neri, Y. Morita, K.L. Rudolph. Cohesin-mediated NF-κB signaling limits hematopoietic stem cell self-renewal in aging and inflammation. J Exp Med. 216, 2019, S. 152-175. PMID 30530755
- J. Wang, Y. Morita, B. Han, S. Niemann, B. Löffler, K. L. Rudolph: Per2 induction limits lymphoid-biased haematopoietic stem cells and lymphopoiesis in the context of DNA damage and ageing. In: Nat Cell Biol. 18(5), 2016, S. 480–490 recommended by "Faculty of 1000" – Prime. PMID 27088856
- S. Schwörer, F. Becker, C. Feller, A. H. Baig, U. Köber, H. Henze, J. M. Kraus, B. Xin, A. Lechel, D. B. Lipka, C. S. Varghese, M. Schmidt, R. Rohs, R. Aebersold, K. L. Medina, H. A. Kestler, F. Neri, J. von Maltzahn**, S. Tümpel**, K. L. Rudolph**: Epigenetic stress responses induce muscle stem-cell ageing by Hoxa9 developmental signals. In: Nature. 540(7633), 2016, S. 428–432 ** co-corresponding authors. PMID 27919074
- J. Wang, Q. Sun, Y. Morita, H. Jiang, A. Gross, A. Lechel, K. Hildner, L. M. Guachalla, A. Gompf, D. Hartmann, A. Schambach, T. Wuestefeld, D. Dauch, H. Schrezenmeier, W. K. Hofmann, H. Nakauchi, Z. Ju, H. A. Kestler, L. Zender, K. L. Rudolph: A differentiation checkpoint limits hematopoietic stem cell self-renewal in response to DNA damage. In: Cell. 148, 2012, S. 1001–1014. PMID 22385964
- T. Sperka, Z. Song, Y. Morita, K. Nalapareddy, L. M. Guachalla, A. Lechel, Y. Begus-Nahrmann, M. D. Burkhalter, M. Mach, F. Schlaudraff, B. Liss, Z. Ju, M. R. Speicher, K. L. Rudolph: Puma and p21 represent cooperating checkpoints limiting self-renewal and chromosomal instability of somatic stem cells in response to telomere dysfunction. In: Nat Cell Biol. 14, 2011, S. 73–79. PMID 22138576
- Y. Begus-Nahrmann, A. Lechel, A. C. Obenauf, K. Nalapareddy, E. Peit, E. Hoffmann, F. Schlaudraff, B. Liss, P. Schirmacher, H. Kestler, E. Danenberg, N. Barker, H. Clevers, M. R. Speicher, K. L. Rudolph: p53 deletion impairs clearance of chromosomal-instable stem cells in aging telomere-dysfunctional mice. In: Nat Genet. 41, 2009, S. 1138–1143. PMID 19718028
- Z. Ju, H. Jiang, M. Jaworski, C. Rathinam, A. Gompf, C. Klein, A. Trumpp, K. L. Rudolph: Telomere dysfunction induces environmental alterations limiting hematopoietic stem cell function and engraftment. In: Nat Med. 13, 2007, S. 742–747. PMID 17486088
- A. R. Choudhury, Z. Ju, M. W. Djojosubroto, A. Schienke, A. Lechel, S. Schaetzlein, H. Jiang, A. Stepczynska, C. Wang, J. Buer, H. W. Lee, T. von Zglinicki, A. Ganser, P. Schirmacher, H. Nakauchi, K. L. Rudolph: Cdkn1a deletion improves stem cell function and lifespan of mice with dysfunctional telomeres without accelerating cancer formation. In: Nat Genet. 39, 2007, S. 99–105. PMID 17143283
- S. Schaetzlein, N. R. Kodandaramireddy, Z. Ju, A. Lechel, A. Stepczynska, D. R. Lilli, A. B. Clark, C. Rudolph, F. Kuhnel, K. Wei, B. Schlegelberger, P. Schirmacher, T. A. Kunkel, R. A. Greenberg, W. Edelmann, K. L. Rudolph: Exonuclease-1 deletion impairs DNA damage signaling and prolongs lifespan of telomere-dysfunctional mice. In: Cell. 130, 2007, S. 863–877. PMID 17803909
- K. L. Rudolph, S. Chang, H.-W. Lee, M. Blasco, G. J. Gottlieb, C. Greider, R. A. DePinho: Longevity, stress response and cancer in aging telomerase deficient mice. In: Cell. 96, 1999, S. 701–712. PMID 10089885
- K. L. Rudolph, S. Chang, M. Millard, N. Schreiber-Agus, R. A. DePinho: Inhibition of experimental liver cirrhosis in mice by telomerase gene delivery. In: Science. 287, 2000, S. 1253–1258. PMID 10678830

Editor
- K. L. Rudolph: Molecular Mechanisms of Adult Stem Cell Aging. Karger Verlag, 2010, ISBN 978-3-8055-9243-7.
- K. L. Rudolph: Advances in Stem Cell Aging. 2011, ISBN 978-3-318-02170-7.
- K. L. Rudolph: Adult Stem Cells in Aging, Diseases and Cancer. Karger Verlag, 2015, ISBN 978-3-318-02731-0.